# Dynamisk mikrofon
En dynamisk mikrofon er en mikrofon opbygget efter induktionsprincippet, hvor en elektrisk leder bevæges, i et magnetfelt, som følge af påvirkning fra en lydkilde. Derved frembringes en strøm i den elektriske leder når magnetfeltet omkring den bevæger sig. Inden for betegnelsen dynamiske mikrofoner beskæftiger man sig med to forskellige typer; svingspolemikrofoner og båndmikrofoner. 
Opbygningen af svingspolemikrofonen minder meget om den elektrodynamiske højttaler. Lederen er formet som en lille spole, som er sat fast til en membran. Spolen er anbragt i en luftspalte på en stærk cirkulær magnet. 
Båndmikrofonens leder er direkte påvirket af lydfeltet. Lederen er formet som et tynd metallisk bånd og er ophængt mellem polerne på en stærk permanent magnet. Bevægelse af dette bånd inducerer spænding over båndets ender. Båndet er koblet til en transformator i selve mikrofonen.